# Bulk y Skull
Bulk y Skull son dos personajes de ficción de la franquicia Power Rangers. Aparecieron como miembros permanentes del reparto desde el primer episodio de Mighty Morphin Power Rangers (1993-1995) hasta Power Rangers en el espacio (1998). Bulk por su parte fue un personaje recurrente en Power Rangers Lost Galaxy (1999) y Power Rangers Samurai/Super Samurai (2011-2012), y Skull hizo un cameo en el primer episodio de la primera y el último de la segunda, además de hacer un cameo más juntos en un episodio especial de Power Rangers Wild Force (2002). Esto les convierte en los personajes que más tiempo han aparecido en la historia de la franquicia como personajes regulares.

## Diseño de los personajes
Farkas "Bulk" Bulkmeier (Paul Schrier) y Eugene "Skull" Skullovitch (Jason Narvy) fueron desde el principio el contrapunto cómico de la serie, normalmente mediante el uso de slapstick. Sus apariciones se acompañaban de efectos de sonido típicos de dibujos animados, e incluso tenían su propia música de fondo, de la que Jason Narvy dijo que estaba inspirada en la risa de Skull y en un sonido que inspirara a alguien grueso como era el de la tuba". Esto quedaba remarcado por sus apariencias físicas: Bulk era muy obeso y Skull era muy delgado, recordando en estilo al dúo cómico Laurel y Hardy. Bulk era el miembro dominante del grupo, y Skull normalmente le seguiría e intentaría imitar, siendo un ejemplo común cuando Skull repetía cualquier cosa que Bulk dijera.

## Historia

### Episodios pilotos de Mighty Morphin Power Rangers
En el primer episodio piloto de la serie, que se estrenó en una emisión especial en 1999, una banda de matones punks tenía entre sus miembros un personaje sin nombre interpretado por Paul Schrier. Uno de los pandilleros intentaba ligar con Kimberly, pero ella rechazaba sus proposiciones, lo que hacía que la banda se metiera en una pelea en una bolera con los que iban a ser los Rangers. Cada uno de ellos seguía un estereotipo de pandillero. Jason Narvy no aparecía en este episodio. Schrier consiguió el papel, según él, porque llegó diez minutos antes que los demás actores que se presentaban a la audición, por lo que el director decidió contratarle tras verle como "Punk 5".
En un segundo episodio piloto, que se estrenó en la Power Morphicon 2007, Schrier ya interpretaba un personaje con el nombre de Bulk, y era el líder de una panda en la que aparecía Jason Narvy como Skull. Narvy se había presentado originalmente a la audición para el papel de Billy, y le llamaron para que hiciera el casting para el papel de Skull, ya que según Narvy, el actor que interpretaba al "Punk 1" en el primer piloto se consideró demasiado intimidatorio para hacer un personaje cómico. Se presentó a la audición pretendiendo hacerlo lo peor posible, ya que estaba en esa época cansado de la industria, y eso le ayudó a conseguir el papel. Narvy y Schrier rápidamente trabaron amistad durante los ensayos.
En esta versión del segundo piloto, Bulk era derrotado en un estilo slapstick muy similar al definitivo de la serie, atado con una cuerda de saltar a la comba, pero era más amenazador de lo que sería en la serie, intimidando físicamente a Kimberly, y mostrándose ella preocupada por haberle enfadado. También usaba algunas de las frases de "Punk 1" en el primer piloto, y empujaba a una punk femenina y a Skull para abrirse paso. Este debut de Bulk y Skull en el segundo piloto se reutilizaría para una escena del episodio Big Sisters de la primera temporada de MMPR.

### Mighty Morphin Power Rangers
Bulk y Skull comenzaron como unos matones del instituto de Angel Grove, normalmente metiéndose con los Rangers en las tramas secundarias de cada episodio. También solían aparecer en el Centro Juvenil de Angel Grove. En la primera temporada, sus actuaciones se veían motivadas por la codicia y el egoísmo. Planes absurdos como crear un estilo obviamente falso de kung fu para estafar a la gente, o pedir recompensas monetarias para sí mismos, siempre acababan en fracaso y humillación. También solían acabar castigados por el antagonista de los dos personajes, el director del instituto, el Sr. Caplan.
En los episodios iniciales, como en el segundo piloto, Bulk y Skull a veces tenían cómplices. En Teamwork y Food Fight aparecía una punk femenina, y en Food Fight aparecía un punk negro. En los primeros guiones de la primera temporada se ve que la punk femenina iba a ser un personaje recurrente llamado Sharkie. Aparecía en los guiones provisionales hasta The Trouble With Shellshock.
A Skull le atraía Kimberly, y Bulk también parecía querer seducir a Trini en algunos episodios. Cuando las chicas estaban solas, ellos hacían lo que podían para ligar con ellas, pero siempre acababan humillados. Cuando ellas estaban con los demás Rangers, sin embargo, Bulk y Skull llamaban a los Rangers "empollones" o "frikis", y en ocasiones "pardillos" o "perdedores", entre otros insultos. Paul Schrier explicó que esto se debía a que los dos estaban enfadados con el mundo y celosos de los cinco adolescentes, y por eso los insultos, los empujones y el bullying que hacían al principio.
En ocasiones, la pareja acababa metiéndose en algunos de los planes de los villanos. En Green with Evil, los dos intentan abandonar la ciudad en un autobús, y un gigante Goldar se los lleva como rehenes. Los Power Rangers tienen que invocar al Megazord para salvarles de despeñarse por un precipicio. En The Wedding, cuando viajan a Australia con los Rangers durante unas vacaciones, Alpha 5, entonces bajo la influencia de un virus informático, los envía al outback, donde experimentan de cerca la vida salvaje australiana. Después de que Alpha se recupera del virus y los envía de vuelta, ellos deciden que si alguien pregunta, "¡no ha pasado nada!" En el siguiente episodio Return of the Green Ranger, el Mago del Engaño controla sus mentes para que consigan un mechón de pelo de Tommy, pero fallan estrepitosamente, haciendo que el Mago les ponga a dormir y se olvide de ellos.
Durante la primera parte de la primera temporada, Bulk y Skull aparecerían ocasionalmente de forma amenazadora, físicamente intimidatoria, o intentando atacar a los Rangers u otros. Bulk incluso tenía un récord de levantamiento de peso en A Pressing Engagement. Con el tiempo, aunque seguían siendo antagonistas, su naturaleza agresiva se fue dulcificando y fueron teniendo una interpretación más simpática. En Foul Play in the Sky, que tenía metraje rodado más tarde en producción y que se emitió antes, Bulk y Skull incluso aparecían con un hobby normal, los aviones, y le pidieron educadamente a Kimberly si podía llevarles con ellos y el tío de ella en una avioneta. En A Pig Surprise, aparecerían cuidando alegremente de un cerdo, y en A Ninja Encounter, en la segunda temporada, cuando Bulk vio un carro de bebé que se deslizaba cuesta abajo sin control, inmediatamente fue con Skull para intentar rescatarlo, y el resto del episodio les mostraría cuidando del bebé después de que su padre fuera secuestrado por Goldar. En ocasiones, incluso lograrían salvar a los Rangers poniéndose ellos mismos en peligro enfrentándose a algún monstruo.
Durante la segunda temporada, decidieron intentar descubrir las identidades secretas de los Power Rangers, y fallaron una vez tras otra, hasta que acabaron rindiéndose para A Friend in Need, primer episodio de la tercera temporada. En esta época, Bulk y Skull comenzaron a mostrar mayor inteligencia e iniciativa que antes, elaborando planes complicados y utilizando cachivaches extraños. Irónicamente, descubrieron la identidad de los Rangers dos veces. La primera, salvaron a los Rangers cuando estos perdieron sus poderes en frente de ellos por el ataque de un monstruo que borraba la memoria. Bulk y Skull engañaron al monstruo para que lanzara su rayo borrador de memoria por un prisma, distorsionando el rayo y restaurando los recuerdos de los Rangers, borrando la memoria del dúo en el proceso. La segunda vez, un médium señaló a Bulk y Skull quienes eran los Rangers, pero ellos no le creyeron, ya que ellos estaban sujetando una fotografía de los Power Rangers transformados que les acababa de dar Ernie.
En la tercera temporada, se produjo un cambio de rumbo en el dúo, cuando se unieron a la patrulla de policía juvenil de Angel Grove tras oír que a las chicas les encantaban los hombres en uniforme. Allí conocieron al teniente Stone, y abandonaron su naturaleza de pandilleros estereotípicos para convertirse en dos tontos de buen corazón. Ernie y los Rangers expresaron su orgullo hacia ellos por graduarse del entrenamiento de policía. El teniente Stone se convirtió en un personaje permanente que se encargó de darle órdenes a Bulk y Skull en las que ellos fracasaban estrepitosamente, conduciendo a la ira de él y no a su humillación. A pesar de ello, Bulk y Skull se encariñaron con Stone y hacían lo que podían para hacer su trabajo policial, aunque de forma incompetente, y a veces intentaban ayudar a la gente: en The Changin of the Zords, intentaban salvar a unos niños de ahogarse (cuando no estaban en peligro), en Follow that Cab intentaban atrapar a un ladrón que había robado el coche de Kimberly, y lo conseguían; en Rita's Pita usaban su propio dinero para donaciones a una casa de ancianos para cubrir un error suyo, y ayudaron en un proyecto de alojamiento en Another Brick in the Wall.
Una gran parte de los gags de la tercera temporada consistía en que Bulk y Skull constantemente se cruzaban con monstruos y se asustaban cómicamente. En The Chasing of the Zords, el teniente Stone finalmente se pregunta por qué tienen esa capacidad de encontrarse con monstruos, llamándoles "imanes de monstruos".

### Mighty Morphin Power Rangers: la película
Bulk y Skull participaron en un salto en paracaídas benéfico con los Rangers, pero aterrizaron en un solar en obras. Después aparecen en una fiesta y ayudan a Fred y los otros niños a detener a los padres de Angel Grove para que no salten por un precipicio. Cuando la película termina con una celebración en el puerto de Angel Grove en la que se daba las gracias a los Power Rangers por salvar el mundo, Bulk y Skull reclamaron que habían sido ellos quienes lo habían hecho.

### Mighty Morphin Alien Rangers
Bulk y Skull volvieron a ser niños por la esfera de la condenación de Master Vile. Volvieron entonces a actuar como los matones que fueron en la primera temporada. Como en esa época solo Billy permanecía en el equipo de los antiguos Rangers, era el único al que Bulk y Skull reconocían. Rita y Zedd, durante la serie, convirtieron a Bulk en uno de sus monstruos que luchó contra los Rangers de Aquitar, y que se rebeló contra sus amos cuando su parte humana resurgió, haciendo que para evitar su ataque Rita y Zedd le volvieran a convertir en humano.

### Power Rangers Zeo
Durante la primera mitad de Power Rangers Zeo, Bulk y Skull siguieron en la patrulla de policía juvenil, incluso haciéndose con una moto nueva con sidecar. Siguieron en ella hasta que Bulk intentó coquetear con la hija del jefe de policía, provocando accidentalmente que el teniente Stone fuera despedido. Los dos, por lealtad a él, abandonaron también la policía y se unieron a él cuando abrió su propia agencia de detectives. Se convirtieron en detectives de verdad cuando hicieron los exámenes durante un ataque de un monstruo. Suspendieron el examen pero ganaron puntos extra por hacer el examen durante el ataque. Aunque al principio siguieron con su tónica de asustarse de los monstruos, cuando cambiaron de trabajo las tramas se enfocaron en sus casos de detectives.
En esta época, además, Bulk y Skull tuvieron en secreto en sus casas a Rito Revolto y Goldar, que habían perdido la memoria después de verse atrapados en la explosión de la bomba que destruyó el Centro de Mando al final de Mighty Morphin Alien Rangers, y los adoptaron como sus "mascotas", aunque en realidad eran más sus sirvientes. Sin embargo, cuando Rito y Goldar recuperaron la memoria, se volvieron contra ellos y volvieron con Lord Zedd y Rita Repulsa.
En un episodio, Skull muestra que es un excelente pianista tocando una canción de Chopin. Aunque a Skull le encantaba la música clásica, era algo que ocultaba como un secreto tras su imagen de tipo duro. Por miedo al ridículo, escondía ese talento incluso de Bulk. Sin embargo, después de verle tocar en un recital, Bulk se emocionó sinceramente y felicitó a su amigo.
El mayor logro de Bulk y Skull sucedió en el episodio King for a Day. Se vieron atrapados accidentalmente en la prisión del príncipe Gasket mientras buscaban al desaparecido Tommy. Se encontraron con otro prisionero, un alienígena reptiliano llamado Tritor que creyó que ellos eran también grandes guerreros al ser secuestrados por Gasket. El dúo fingió esta mascarada y acabaron formando parte de la batalla de Tritor para liberar la prisión. Lograron derrotar a una patrulla de Cogs y ayudaron a destruir el campo de fuerza que tenía atrapados a los Rangers en la prisión. Antes de ser enviados de vuelta a la Tierra, Tritor dice que serán honrados como leyendas en su planeta de Horath. Nadie les cree después, salvo Tommy, Katherine y Jason, que les oyen hablar de ello, aunque ellos piensan que los tres se están burlando de ellos y se marchan enfadados.
Zeo concluye con Bulk y Skull aceptando una oferta de trabajo para una agencia en Francia en una misión secreta, y se marchan a pesar de la consternación y frustración de Stone. Esto se ignoró sin explicación en Turbo: A Power Rangers Movie. La principal razón es que Zeo iba a ser la última serie en la que el dúo iba a aparecer y se estaba preparando un spin-off protagonizado por ellos. Sin embargo, este programa se canceló.

### Turbo: A Power Rangers Movie
Al principio de la película, Bulk, Skull y Stone vuelven a trabajar como policías (la razón no se explica hasta el primer episodio de Power Rangers Turbo). Después, mientras están en una carretera aislada, son secuestrados por Elgar para ser utilizados como sacrificio, y les alteran el cerebro para que sean más fáciles de manejar. Cuando Divatox considera a la pareja inadecuada para el sacrificio, les echan a una mazmorra en el submarino. Por la alteración cerebral sufrida, Bulk se cree Antonio Banderas y Skull un alemán, lo que pone de los nervios a sus compañeros de celda, Jason y Kimberly. A pesar de su desorientación, logran escapar del submarino con Jason y Kimberly y después les rescatan los Power Rangers.

### Power Rangers Turbo
Bulk y Skull se graduaron y reciben la oportunidad de volver a la policía juvenil con el teniente Stone. Desafortunadamente, en su misión se cruzan por accidente con Elgar, que les convierte en chimpancés. Bulk y Skull permanecerían como chimpancés durante varios episodios. Les darían voz los mismos Jason Narvy y Paul Schrier, pero solo el público les puede entender. Stone se queda con los chimpancés a su cuidado, diciendo que le resultan "familiares". En este estado, intentan de varias formas hacer entender a los otros de sus verdaderas identidades, pero no tienen éxito. Convirtieron a los personajes en chimpancés para que Narvy y Schrier tuvieran tiempo para trabajar en el spin-off de sus personajes. Como el programa finalmente no se produjo, volvieron a tiempo completo a la serie.
Más tarde, cuatro de los Rangers fueron encogidos por uno de los monstruos de Divatox. Los Rangers usaron uno de los torpedos del submarino (la forma en que ella hacía crecer a sus monstruos) para volver al tamaño normal. Bulk y Skull estaban en la zona de impacto y volvieron a la normalidad gracias a él, aunque temporalmente se volvieron invisibles. Este estado solo duró unos pocos episodios hasta que finalmente volvieron a la normalidad. Cuando volvieron, Stone les pregunta dónde han estado, y ellos contestaron "haciendo el mono por ahí".
Fuera del instituto, y también de la policía, Bulk y Skull necesitaban algo que hacer. Stone hizo que buscaran trabajo de todo tipo, desde repartir pizza hasta en la construcción. Siempre les despedían, por lo que en cada episodio solían tener un trabajo distinto. En esta época, además, conocieron a la segunda generación de Turbo Rangers. Durante la mayor parte de la temporada, los Rangers se acostumbraron a sus travesuras tontas y las toleraban, pero les cogieron cariño, sobre todo T.J. que les trataba como amigos. Notablemente, en Parts and Parcel, Bulk y Skull son sospechosos de robo, y T.J. es quien sale enérgicamente en su defensa diciendo que ellos no harían eso, y como Red Ranger logra probar su inocencia.

### Power Rangers en el espacio
En Save Our Ship, Bulk y Skull ven un OVNI acercándose a la Tierra. Acaban trabajando para el profesor Phenomenus, que siempre está a la búsqueda de alienígenas en la Tierra. El profesor desde el principio muestra ser muy raro, pero también bastante brillante. En las tramas del trío suelen cruzarse con los Space Rangers, cuando estos estaban en la Tierra. Como las aventuras de los Rangers solían tener lugar fuera de la Tierra. Bulk y Skull empezaron a aparecer con menos frecuencia que en temporadas anteriores.
En Countdown to Destruction, Bulk y Skull sufren su cambio más notable. Los Space Rangers están luchando contra la invasión de Astronema, pero se ven superados en número y obligados a retirarse. Astronema exigió que los Rangers se entregaran o destruiría la Tierra. Cuando otros civiles se preguntan abiertamente acerca de la confiabilidad de los Rangers, Bulk dice que los Rangers nunca les han fallado y que deben creer que estarán allí. A la mañana siguiente, los Rangers salvo Andros, que no está, pretenden entregarse para salvar la Tierra. Sin embargo, Bulk de repente dice que él es un Ranger, Skull le sigue, y el profesor y todos los civiles presentes hacen lo mismo. Astronema, frustrada, ordena su destrucción, pero los verdaderos Space Rangers se muestran (y Bulk se sorprende al saber que los Rangers son "ellos"). Mientras los Rangers luchan contra Elgar, Bulk y Skull lideran a los civiles y ayudan a los Rangers en su batalla. Cuando la onda de energía de Zordon destruye a los invasores, Bulk y Skull están entre los que celebran la victoria.
En el borrador de la serie, Bulk y Skull iban a formar una fuerza ciudadana de voluntarios para proteger Angel Grove mientras los Rangers estaban fuera.

### Power Rangers Lost Galaxy
Bulk y el profesor Phenomenus suben a la estación espacial Terra Venture para su viaje a las estrellas. Los dos están seguros de que se olvidan algo, y se dan cuenta demasiado tarde de que Skull no estaba con ellos. Skull se quedó dormido y no despertó a tiempo para irse con ellos, por lo que se quedó en la Tierra.
Más tarde, durante el viaje, Bulk y Phenomenus trabajan en el restaurante de la estación, el Comet Cafe. Mike Corbett pensaba que estaban trabajando en la división científica, y así era al principio, pero les habían despedido. Al final, Bulk y Phenomenus sobreviven al accidente de la Terra Venture y la evacuación a Mirinoi. Cuando los Galaxy Rangers salvan a la gente de Trakeena, Bulk y el profesor están entre los que les vitorean.

### Power Rangers Wild Force
En el episodio especial Forever Red, Bulk y Skull hacen un cameo, aunque no se explica cómo regresó Bulk de Mirinoi. Los dos son los dueños de un bar de temática tropical llamado "Bulkmeier's", en el que también aparece Tommy, y hablan de los primeros días de los Power Rangers. En particular, Bulk cuenta a Skull que él llegó a conocer a Lord Zedd y Rita Repulsa. Skull muestra interés, hasta recordar que él también les conoció.
En el montaje original del episodio, su escena era más larga. Mencionaban más monstruos, incluyendo algunos que no habían visto en pantalla, Skull decía que estaba evitando a Phenomenus, y los dos tenían miedo de Tommy porque era su jefe y el verdadero dueño del Bulkmeier's. Al no emitirse nunca, estas escenas no se consideran canon, ya que se contradicen con Power Rangers Dino Thunder. En otro de los guiones iniciales, Bulk y Skull no iban a aparecer, pero Tommy mostraba una camiseta de "la famosa banda rock de dos miembros Bulk & Skull".
Esta sería la última aparición de Schrier en pantalla por nueve años hasta que regresó a Power Rangers Samurai, y sería la última aparición de Narvy salvo un cameo en el episodio final de Power Rangers Super Samurai.

### Power Rangers Samurai/Super Samurai
Power Rangers Samurai muestra a Bulk intentando entrenar al hijo de Skull, Spike, en las artes del samurái, y fallando todas las veces. Los dos trabajaban en un garaje reconvertido. Por la amistad de Bulk con Skull, Spike le llama "tío Bulk", y este le recordaba continuamente que le tenía que llamar "sensei" durante el entrenamiento. Como a su padre antes, a Spike le gusta la Pink Ranger.
Skull hizo un breve cameo en el episodio final cuando va a recoger a su hijo. Llega en una limusina con un traje. Bulk y Skull se encuentran y Bulk remarca que ha cambiado, pero tras un breve conflicto, muestran que aún son amigos, y Skull muestra que sigue teniendo tendencia a los accidentes al chocarse con una señal cuando se despiden de Bulk.
En el reparto original, Bulk y Spike no iban estar presentes, y el punto cómico lo iban a dar dos barrenderos cantantes, "Big Mack" y "Skinny Jack".

### Spin-off cancelado
En la época de Zeo, Saban planeó hacer un spin-off protagonizado por Bulk y Skull en el que los dos iban a ser dueños de un hotel (Jason Narvy dijo que él piensa que era "el hotel de su abuela"). Un imitador mexicano de Elvis Presley iba a ser un personaje recurrente. Narvy dice que se publicó en video The Good, The Bad and the Stupid como "prueba de mercado" y que "cuando nadie lo compró", Saban canceló los planes. Esto explica por qué los personajes se convirtieron en chimpancés durante Turbo, ya que los actores estaban ocupados rodando el piloto de este spin-off.